# Consoantes conjuntas

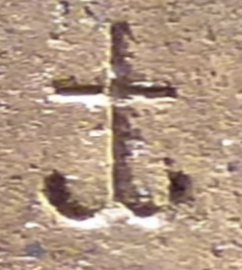
"Kya" (Ka+Ya) conjunção consoante na escrita Brahmi, consistindo na montagem vertical de consoantes "Ka" e "Ya". Usado na grafia da palavra " Shakyamuni " para designar o Buda, pilar Rummindei da Ashoka (c. 250 BCE).

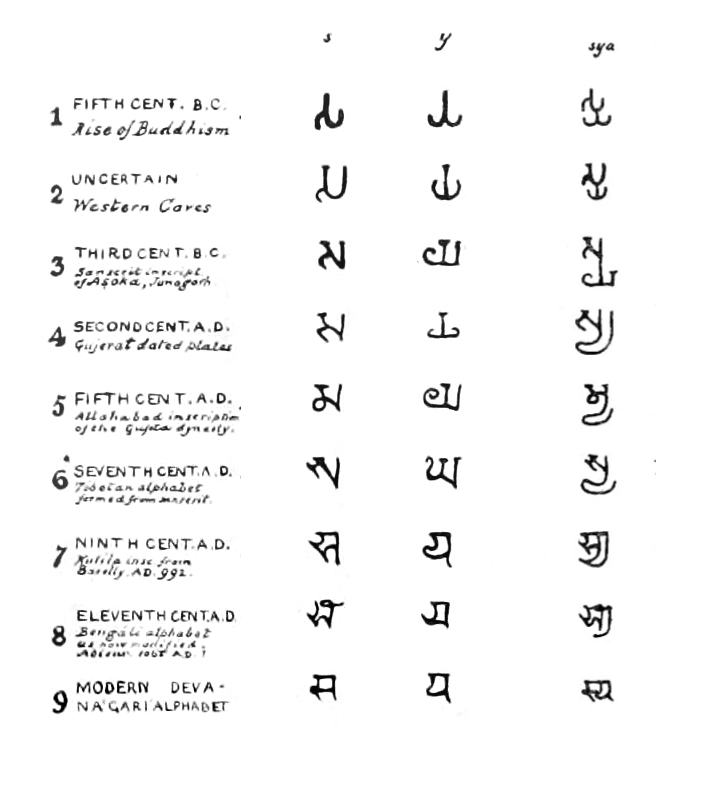
Evolução da consoante conjunta "Sya" (Sa+Ya) nas escritas bramânicas.

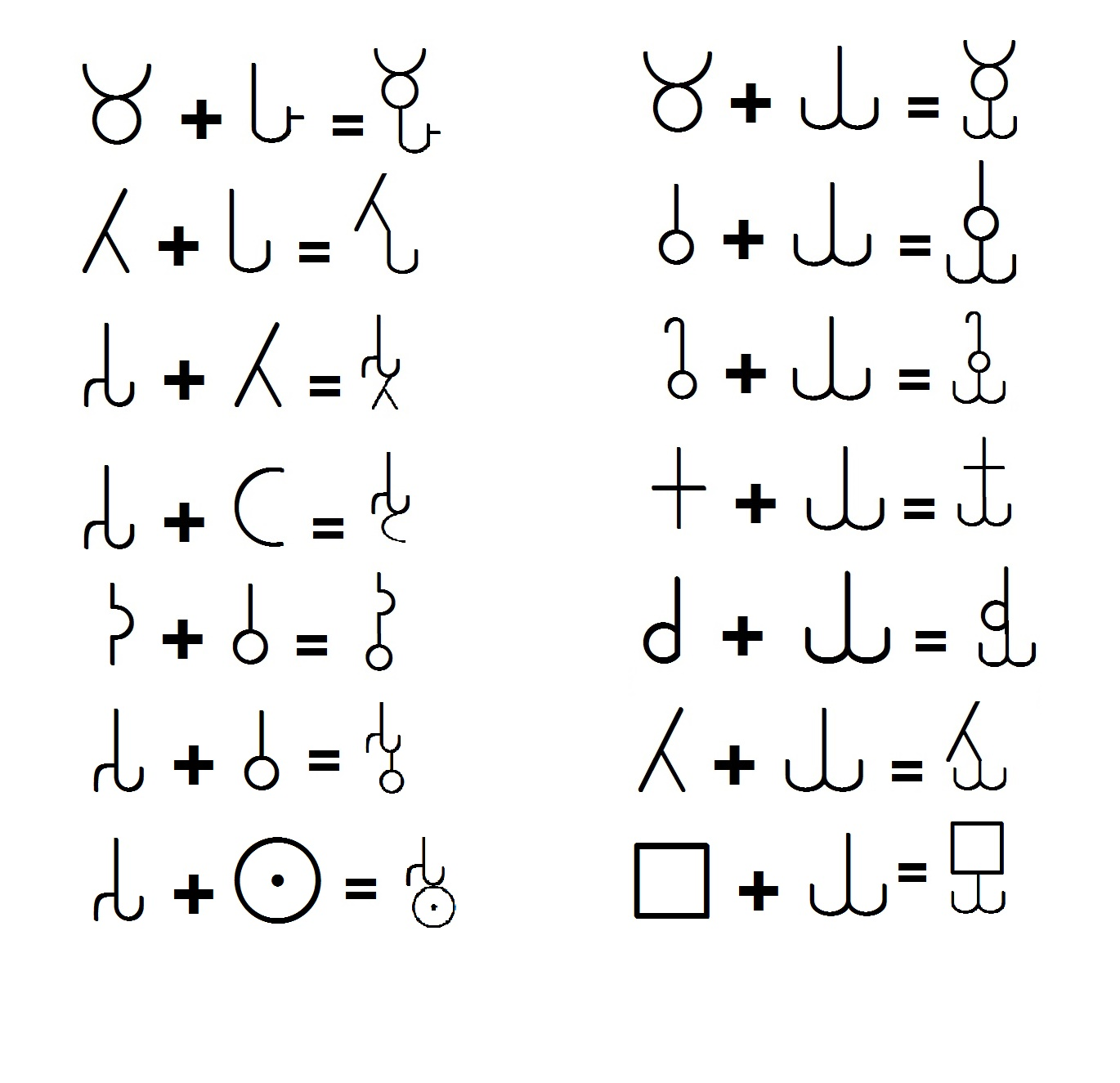
Algumas consoantes conjuntas principais na escrita Brahmi.

As consoantes conjuntas são um tipo de letra, usadas, por exemplo, em escritas modernas Brahmi ou derivadas de Brahmi, como Balinês, Bengali, Devanagari, Gujarati, Tibetano, Dzongkha etc. para escrever grupos consonantais como /pr/ ou /rv/ . Apesar de na maioria das vezes, as letras serem formadas usando uma consoante simples com a vogal de valor inerente "a" (como com "k" , pronunciado "ka" em Brahmi), ou combinando uma consoante com uma vogal na forma de um diacrítico (como com "ki" em Brahmi), o uso da consoante conjunta permite a criação de sons mais sofisticados (como com "kya", formado com as consoantes k e você montado verticalmente).Conjunções são frequentemente usadas com palavras emprestadas. Palavras nativas normalmente usam a consoante básica e os falantes nativos sabem suprimir a vogal.
No Devanagari moderno, os componentes dum conjunto são escritos da esquerda para a direita quando possível (quando a primeira consoante tem uma haste vertical que pode ser removida à direita), enquanto no Brahmi os caracteres são unidos verticalmente para baixo. 
Alguns exemplos simples de consoantes conjuntas em Devanagari são: त + व = त्व ( tva ), ण + ढ = ण्ढ ( ṇḍha ), स + थ = स्थ ( stha ), onde o traço vertical da primeira letra é simplesmente perdido na combinação. Às vezes, consoantes conjuntas não são claramente derivadas das letras que compõem os seus componentes: o conjunto para kṣ é क्ष (क् + ष) e para jñ é ज्ञ (ज् + ञ) .
Alguns exemplos de consoantes conjuntas em Gujarati são: પ + ઝ = પ્ઝ ( pjha ) (onde um traço da primeira letra é perdido na combinação), હ + ળ = હ્ળ ( hḷa ), જ + ભ = જ્ભ ( jbha ). Às vezes, consoantes conjuntas não são claramente derivadas das letras que compõem os seus componentes: o conjunto para śc é શ્ચ (શ્ + ચ) e para ñj é ઞ્જ (ઞ્ + જ) .
As consoantes conjuntas também são usadas em muitas outras escritas, geralmente derivadas da escrita Brahmi.  Em Balinês, consoantes conjuntas são chamadas Haksara Wrehastra. 